# 普氏副裸吻魚
普氏副裸吻魚（学名：Parapsilorhynchus prateri）是輻鰭魚綱鯉形目鯉科的其中一個種，分布於亞洲印度，體長可達11公分，棲息在有高度落差的岩石溪流。